# Omloop Het Nieuwsblad 2023
Omloop Het Nieuwsblad 2023 var den 78. udgave af det belgiske cykelløb Omloop Het Nieuwsblad. Det godt 200 km lange linjeløb blev kørt den 25. februar 2023 med start i Gent og mål i Ninove i Østflandern. Løbet var fjerde arrangement på UCI World Tour 2023. Det blev kørt samme dag som sjette etape af UAE Tour. Løbet blev vundet af hollandske Dylan van Baarle fra Team Jumbo-Visma.

## Resultater
| \| Samlede stilling \| Samlede stilling \| Samlede stilling \| Samlede stilling \| Samlede stilling \| \| Rytter \| Rytter \| Hold \| Tid \| \| \| ---------------- \| ------------------ \| ---------------------- \| ---------------- \| ---------------- \| \| 1. \| Dylan van Baarle \| Jumbo-Visma \| 4t 54' 49" \| \| \| 2. \| Arnaud De Lie \| Lotto Dstny \| + 20" \| \| \| 3. \| Christophe Laporte \| Jumbo-Visma \| + 20" \| \| \| 4. \| Alexander Kristoff \| Uno-X Pro Cycling Team \| + 20" \| \| \| 5. \| Tom Pidcock \| Ineos Grenadiers \| + 20" \| \| \| 6. \| Davide Ballerini \| Soudal Quick-Step \| + 20" \| \| \| 7. \| Nils Politt \| Bora-Hansgrohe \| + 20" \| \| \| 8. \| Andrea Pasqualon \| Bahrain Victorious \| + 20" \| \| \| 9. \| Rui Oliveira \| UAE Team Emirates \| + 20" \| \| \| 10. \| Sep Vanmarcke \| Israel-Premier Tech \| + 20" \| \| |                    |                        |            |
| |                    |                        |            |
| Kilde: ProCyclingStats |                    |                        |            |
| Samlede stilling |                    |                        |            |
| Rytter | Rytter             | Hold                   | Tid        |
| 1. | Dylan van Baarle   | Jumbo-Visma            | 4t 54' 49" |
| 2. | Arnaud De Lie      | Lotto Dstny            | + 20"      |
| 3. | Christophe Laporte | Jumbo-Visma            | + 20"      |
| 4. | Alexander Kristoff | Uno-X Pro Cycling Team | + 20"      |
| 5. | Tom Pidcock        | Ineos Grenadiers       | + 20"      |
| 6. | Davide Ballerini   | Soudal Quick-Step      | + 20"      |
| 7. | Nils Politt        | Bora-Hansgrohe         | + 20"      |
| 8. | Andrea Pasqualon   | Bahrain Victorious     | + 20"      |
| 9. | Rui Oliveira       | UAE Team Emirates      | + 20"      |
| 10. | Sep Vanmarcke      | Israel-Premier Tech    | + 20"      |

## Hold og ryttere
| UCI WorldTeams (18)- AG2R Citroën Team - Alpecin-Deceuninck - Arkéa-Samsic - Astana Qazaqstan Team - Bahrain Victorious - Bora-Hansgrohe - Cofidis - EF Education-EasyPost - Groupama-FDJ - Ineos Grenadiers - Intermarché-Circus-Wanty - Jumbo-Visma - Movistar Team - Soudal Quick-Step - Team Jayco AlUla - Team DSM - Trek-Segafredo - UAE Team Emirates UCI ProTeams (7)- Bingoal WB - Human Powered Health - Israel-Premier Tech - Lotto Dstny - Team Flanders-Baloise - TotalEnergies - Uno-X Pro Cycling Team |
| |

### Danske ryttere
| Danske ryttere på startlisten |                         |                        |           |
| Rygnummer                     | Rytter                  | Hold                   | Placering |
| 15                            | Casper Pedersen         | Soudal Quick-Step      | 59        |
| 34                            | Søren Kragh Andersen    | Alpecin-Deceuninck     | 99        |
| 123                           | Mathias Norsgaard       | Movistar Team          | 82        |
| 157                           | Christopher Juul-Jensen | Team Jayco AlUla       | DNF       |
| 244                           | William Blume Levy      | Uno-X Pro Cycling Team | 90        |

* DNF = gennemførte ikke

### Startliste
| Jumbo-Visma TJV | Jumbo-Visma TJV            | Jumbo-Visma TJV |
| --------------- | -------------------------- | --------------- |
| Nr.             | Rytter                     | Placering       |
| 1               | Tiesj Benoot (BEL)         | 15.             |
| 2               | Edoardo Affini (ITA)       | 115.            |
| 3               | Christophe Laporte (FRA)   | 3.              |
| 4               | Jan Tratnik (SLO)          | 94.             |
| 5               | Dylan van Baarle (NED)     | 1.              |
| 6               | Tim van Dijke (NED)        | 114.            |
| 7               | Nathan Van Hooydonck (BEL) | 30.             |

| Soudal Quick-Step SOQ | Soudal Quick-Step SOQ             | Soudal Quick-Step SOQ |
| --------------------- | --------------------------------- | --------------------- |
| Nr.                   | Rytter                            | Placering             |
| 11                    | Yves Lampaert (BEL)               | 71.                   |
| 12                    | Davide Ballerini (ITA)            | 6.                    |
| 13                    | Tim Declercq (BEL)                | DNF                   |
| 14                    | Stan Van Tricht (BEL)             | 125.                  |
| 15                    | Casper Pedersen (DEN)             | 59.                   |
| 16                    | Florian Sénéchal (FRA) (landevej) | 77.                   |
| 17                    | Jannik Steimle (GER)              | 116.                  |

| Intermarché-Circus-Wanty ICW | Intermarché-Circus-Wanty ICW | Intermarché-Circus-Wanty ICW |
| ---------------------------- | ---------------------------- | ---------------------------- |
| Nr.                          | Rytter                       | Placering                    |
| 21                           | Sven Erik Bystrøm (NOR)      | 54.                          |
| 22                           | Rune Herregodts (BEL)        | DNF                          |
| 23                           | Arne Marit (BEL)             | 105.                         |
| 24                           | Hugo Page (FRA)              | 110.                         |
| 25                           | Baptiste Planckaert (BEL)    | 93.                          |
| 26                           | Mike Teunissen (NED)         | 11.                          |
| 27                           | Laurenz Rex (BEL)            | DNF                          |

| Alpecin-Deceuninck ADC | Alpecin-Deceuninck ADC     | Alpecin-Deceuninck ADC |
| ---------------------- | -------------------------- | ---------------------- |
| Nr.                    | Rytter                     | Placering              |
| 31                     | Jasper Philipsen (BEL)     | 33.                    |
| 32                     | Dries De Bondt (BEL)       | 44.                    |
| 33                     | Michael Gogl (AUT)         | DNF                    |
| 34                     | Søren Kragh Andersen (DEN) | 99.                    |
| 35                     | Oscar Riesebeek (NED)      | 89.                    |
| 36                     | Robert Stannard (AUS)      | 66.                    |
| 37                     | Gianni Vermeersch (BEL)    | 72.                    |

| AG2R Citroën Team ACT | AG2R Citroën Team ACT   | AG2R Citroën Team ACT |
| --------------------- | ----------------------- | --------------------- |
| Nr.                   | Rytter                  | Placering             |
| 41                    | Greg Van Avermaet (BEL) | 34.                   |
| 42                    | Oliver Naesen (BEL)     | 19.                   |
| 43                    | Lawrence Naesen (BEL)   | 84.                   |
| 44                    | Stan Dewulf (BEL)       | 41.                   |
| 45                    | Benoît Cosnefroy (FRA)  | 63.                   |
| 46                    | Michael Schär (SUI)     | DNF                   |
| 47                    | Damien Touzé (FRA)      | 70.                   |

| Astana Qazaqstan Team AST | Astana Qazaqstan Team AST | Astana Qazaqstan Team AST |
| ------------------------- | ------------------------- | ------------------------- |
| Nr.                       | Rytter                    | Placering                 |
| 51                        | Leonardo Basso (ITA)      | 107.                      |
| 52                        | Luis León Sánchez (ESP)   | 119.                      |
| 53                        | Manuele Boaro (ITA)       | DNF                       |
| 54                        | Jevgenij Giditj (KAZ)     | DNF                       |
| 55                        | Jevgenij Fedorov (KAZ)    | 85.                       |
| 56                        | Martin Laas (EST)         | DNF                       |
| 57                        | Gleb Syritsa              | DNF                       |

| Bahrain Victorious TBV | Bahrain Victorious TBV | Bahrain Victorious TBV |
| ---------------------- | ---------------------- | ---------------------- |
| Nr.                    | Rytter                 | Placering              |
| 61                     | Matej Mohorič (SLO)    | 21.                    |
| 62                     | Filip Maciejuk (POL)   | 69.                    |
| 63                     | Jonathan Milan (ITA)   | 36.                    |
| 64                     | Andrea Pasqualon (ITA) | 8.                     |
| 65                     | Dušan Rajović (SRB)    | 88.                    |
| 66                     | Jasha Sütterlin (GER)  | DNF                    |
| 67                     | Fred Wright (GBR)      | 57.                    |

| Bora-Hansgrohe BOH | Bora-Hansgrohe BOH           | Bora-Hansgrohe BOH |
| ------------------ | ---------------------------- | ------------------ |
| Nr.                | Rytter                       | Placering          |
| 71                 | Jordi Meeus (BEL)            | DNF                |
| 72                 | Nico Denz (GER)              | DNF                |
| 73                 | Marco Haller (AUT)           | 80.                |
| 74                 | Jonas Koch (GER)             | 28.                |
| 75                 | Luis-Joe Lührs (GER)         | DNF                |
| 76                 | Nils Politt (GER) (landevej) | 7.                 |
| 77                 | Ide Schelling (NED)          | 14.                |

| Cofidis COF | Cofidis COF            | Cofidis COF |
| ----------- | ---------------------- | ----------- |
| Nr.         | Rytter                 | Placering   |
| 81          | Axel Zingle (FRA)      | 95.         |
| 82          | André Carvalho (POR)   | DNF         |
| 83          | Wesley Kreder (NED)    | DNF         |
| 84          | Christophe Noppe (BEL) | 109.        |
| 85          | Alexis Renard (FRA)    | 53.         |
| 86          | Jelle Wallays (BEL)    | 87.         |
| 87          | Piet Allegaert (BEL)   | 12.         |

| EF Education-EasyPost EFE | EF Education-EasyPost EFE | EF Education-EasyPost EFE |
| ------------------------- | ------------------------- | ------------------------- |
| Nr.                       | Rytter                    | Placering                 |
| 91                        | Jens Keukeleire (BEL)     | 64.                       |
| 92                        | Owain Doull (GBR)         | 16.                       |
| 93                        | Stefan Bissegger (SUI)    | 20.                       |
| 94                        | Jonas Rutsch (GER)        | 24.                       |
| 95                        | Thomas Scully (NZL)       | DNS                       |
| 96                        | James Shaw (GBR)          | 67.                       |
| 97                        | Julius van den Berg (NED) | 29.                       |

| Groupama-FDJ GFC | Groupama-FDJ GFC      | Groupama-FDJ GFC |
| ---------------- | --------------------- | ---------------- |
| Nr.              | Rytter                | Placering        |
| 101              | Stefan Küng (SUI)     | 25.              |
| 102              | Lewis Askey (GBR)     | 61.              |
| 103              | Kevin Geniets (LUX)   | 27.              |
| 104              | Olivier Le Gac (FRA)  | 52.              |
| 105              | Fabian Lienhard (SUI) | 78.              |
| 106              | Jake Stewart (GBR)    | 17.              |
| 107              | Samuel Watson (GBR)   | 75.              |

| Ineos Grenadiers IGD | Ineos Grenadiers IGD     | Ineos Grenadiers IGD |
| -------------------- | ------------------------ | -------------------- |
| Nr.                  | Rytter                   | Placering            |
| 111                  | Tom Pidcock (GBR)        | 5.                   |
| 112                  | Brandon Rivera (COL)     | DNF                  |
| 113                  | Michał Kwiatkowski (POL) | 106.                 |
| 114                  | Luke Rowe (GBR)          | 122.                 |
| 115                  | Magnus Sheffield (USA)   | 22.                  |
| 116                  | Connor Swift (GBR)       | 91.                  |
| 117                  | Ben Turner (GBR)         | DNF                  |

| Movistar Team MOV | Movistar Team MOV         | Movistar Team MOV |
| ----------------- | ------------------------- | ----------------- |
| Nr.               | Rytter                    | Placering         |
| 121               | Imanol Erviti (ESP)       | 50.               |
| 122               | Iván García Cortina (ESP) | DNF               |
| 123               | Mathias Norsgaard (DEN)   | 82.               |
| 124               | Matteo Jorgenson (USA)    | 18.               |
| 125               | Max Kanter (GER)          | 38.               |
| 126               | Lluís Mas (ESP)           | 40.               |
| 127               | Iván Romeo (ESP)          | 76.               |

| Arkéa-Samsic ARK | Arkéa-Samsic ARK      | Arkéa-Samsic ARK |
| ---------------- | --------------------- | ---------------- |
| Nr.              | Rytter                | Placering        |
| 131              | Jenthe Biermans (BEL) | 37.              |
| 132              | Alan Riou (FRA)       | DNF              |
| 133              | Donavan Grondin (FRA) | DNF              |
| 134              | Mathis Le Berre (FRA) | 23.              |
| 135              | Matis Louvel (FRA)    | 13.              |
| 136              | Daniel McLay (GBR)    | DNF              |
| 137              | Clément Russo (FRA)   | 51.              |

| Team DSM DSM | Team DSM DSM           | Team DSM DSM |
| ------------ | ---------------------- | ------------ |
| Nr.          | Rytter                 | Placering    |
| 141          | John Degenkolb (GER)   | 32.          |
| 142          | Patrick Bevin (NZL)    | DNF          |
| 143          | Pavel Bittner (CZE)    | 42.          |
| 144          | Nils Eekhoff (NED)     | 81.          |
| 145          | Marius Mayrhofer (GER) | DNF          |
| 146          | Sean Flynn (GBR)       | 39.          |
| 147          | Kevin Vermaerke (USA)  | 102.         |

| Team Jayco AlUla JAY | Team Jayco AlUla JAY          | Team Jayco AlUla JAY |
| -------------------- | ----------------------------- | -------------------- |
| Nr.                  | Rytter                        | Placering            |
| 151                  | Zdeněk Štybar (CZE)           | DNF                  |
| 152                  | Felix Engelhardt (GER)        | 108.                 |
| 153                  | Luke Durbridge (AUS)          | DNS                  |
| 154                  | Kelland O'Brien (AUS)         | 123.                 |
| 155                  | Alexandre Balmer (SUI)        | DNF                  |
| 156                  | Lukas Pöstlberger (AUT)       | DNF                  |
| 157                  | Christopher Juul-Jensen (DEN) | DNF                  |

| Trek-Segafredo TFS | Trek-Segafredo TFS   | Trek-Segafredo TFS |
| ------------------ | -------------------- | ------------------ |
| Nr.                | Rytter               | Placering          |
| 161                | Jasper Stuyven (BEL) | 58.                |
| 162                | Daan Hoole (NED)     | 113.               |
| 163                | Alex Kirsch (LUX)    | 74.                |
| 164                | Bauke Mollema (NED)  | 73.                |
| 165                | Toms Skujiņš (LAT)   | 55.                |
| 166                | Edward Theuns (BEL)  | 35.                |
| 167                | Mathias Vacek (CZE)  | 79.                |

| UAE Team Emirates UAD | UAE Team Emirates UAD  | UAE Team Emirates UAD |
| --------------------- | ---------------------- | --------------------- |
| Nr.                   | Rytter                 | Placering             |
| 171                   | Tim Wellens (BEL)      | 26.                   |
| 172                   | Pascal Ackermann (GER) | DNF                   |
| 173                   | Rui Oliveira (POR)     | 9.                    |
| 174                   | Sjoerd Bax (NED)       | DNF                   |
| 175                   | Ivo Oliveira (POR)     | DNF                   |
| 176                   | Matteo Trentin (ITA)   | 98.                   |
| 177                   | Michael Vink (NZL)     | 100.                  |

| Lotto Dstny LTD | Lotto Dstny LTD          | Lotto Dstny LTD |
| --------------- | ------------------------ | --------------- |
| Nr.             | Rytter                   | Placering       |
| 181             | Victor Campenaerts (BEL) | 62.             |
| 182             | Cedric Beullens (BEL)    | 56.             |
| 183             | Jasper De Buyst (BEL)    | DNF             |
| 184             | Frederik Frison (BEL)    | 97.             |
| 185             | Arnaud De Lie (BEL)      | 2.              |
| 186             | Brent Van Moer (BEL)     | 48.             |
| 187             | Florian Vermeersch (BEL) | 43.             |

| Israel-Premier Tech IPT | Israel-Premier Tech IPT | Israel-Premier Tech IPT |
| ----------------------- | ----------------------- | ----------------------- |
| Nr.                     | Rytter                  | Placering               |
| 191                     | Sep Vanmarcke (BEL)     | 10.                     |
| 192                     | Guillaume Boivin (CAN)  | 120.                    |
| 193                     | Reto Hollenstein (SUI)  | DNF                     |
| 194                     | Krists Neilands (LAT)   | DNF                     |
| 195                     | Jens Reynders (BEL)     | DNF                     |
| 196                     | Guy Sagiv (ISR)         | DNF                     |
| 197                     | Tom Van Asbroeck (BEL)  | DNF                     |

| TotalEnergies TEN | TotalEnergies TEN            | TotalEnergies TEN |
| ----------------- | ---------------------------- | ----------------- |
| Nr.               | Rytter                       | Placering         |
| 201               | Peter Sagan (SVK) (landevej) | 117.              |
| 202               | Edvald Boasson Hagen (NOR)   | 65.               |
| 203               | Sandy Dujardin (FRA)         | 103.              |
| 204               | Daniel Oss (ITA)             | DNF               |
| 205               | Lorrenzo Manzin (FRA)        | DNF               |
| 206               | Anthony Turgis (FRA)         | 96.               |
| 207               | Dries Van Gestel (BEL)       | 45.               |

| Bingoal WB BWB | Bingoal WB BWB                 | Bingoal WB BWB |
| -------------- | ------------------------------ | -------------- |
| Nr.            | Rytter                         | Placering      |
| 211            | Louis Blouwe (BEL)             | 112.           |
| 212            | Julian Mertens (BEL)           | 60.            |
| 213            | Rémy Mertz (BEL)               | 92.            |
| 214            | Ludovic Robeet (BEL)           | 68.            |
| 215            | Luca Van Boven (BEL)           | 118.           |
| 216            | Guillaume Van Keirsbulck (BEL) | DNF            |
| 217            | Dorian de Maeght (BEL)         | DNF            |

| Human Powered Health HPM | Human Powered Health HPM         | Human Powered Health HPM |
| ------------------------ | -------------------------------- | ------------------------ |
| Nr.                      | Rytter                           | Placering                |
| 221                      | Stephen Bassett (USA)            | DNF                      |
| 222                      | Pier-André Côté (CAN) (landevej) | DNF                      |
| 223                      | Adam de Vos (CAN)                | 83.                      |
| 224                      | Colin Joyce (USA)                | DNF                      |
| 225                      | Barnabás Peák (HUN)              | DNF                      |
| 226                      | Benjamin Perry (CAN)             | 104.                     |
| 227                      | Gijs Van Hoecke (BEL)            | DNF                      |

| Team Flanders-Baloise TFB | Team Flanders-Baloise TFB | Team Flanders-Baloise TFB |
| ------------------------- | ------------------------- | ------------------------- |
| Nr.                       | Rytter                    | Placering                 |
| 231                       | Sander De Pestel (BEL)    | DNF                       |
| 232                       | Gilles De Wilde (BEL)     | 124.                      |
| 233                       | Vincent Van Hemelen (BEL) | DNF                       |
| 234                       | Vito Braet (BEL)          | 121.                      |
| 235                       | Alex Colman (BEL)         | 111.                      |
| 236                       | Ruben Apers (BEL)         | DNF                       |
| 237                       | Ward Vanhoof (BEL)        | 86.                       |

| Uno-X Pro Cycling Team UXT | Uno-X Pro Cycling Team UXT     | Uno-X Pro Cycling Team UXT |
| -------------------------- | ------------------------------ | -------------------------- |
| Nr.                        | Rytter                         | Placering                  |
| 241                        | Alexander Kristoff (NOR)       | 4.                         |
| 242                        | Jonas Abrahamsen (NOR)         | 101.                       |
| 243                        | Martin Bugge Urianstad (NOR)   | 47.                        |
| 244                        | William Blume Levy (DEN)       | 90.                        |
| 245                        | Erik Nordsæter Resell (NOR)    | 49.                        |
| 246                        | Anders Skaarseth (NOR)         | 46.                        |
| 247                        | Rasmus Tiller (NOR) (landevej) | 31.                        |

| Jumbo-Visma TJV | Jumbo-Visma TJV            | Jumbo-Visma TJV |
| --------------- | -------------------------- | --------------- |
| Nr.             | Rytter                     | Placering       |
| 1               | Tiesj Benoot (BEL)         | 15.             |
| 2               | Edoardo Affini (ITA)       | 115.            |
| 3               | Christophe Laporte (FRA)   | 3.              |
| 4               | Jan Tratnik (SLO)          | 94.             |
| 5               | Dylan van Baarle (NED)     | 1.              |
| 6               | Tim van Dijke (NED)        | 114.            |
| 7               | Nathan Van Hooydonck (BEL) | 30.             |

| Soudal Quick-Step SOQ | Soudal Quick-Step SOQ             | Soudal Quick-Step SOQ |
| --------------------- | --------------------------------- | --------------------- |
| Nr.                   | Rytter                            | Placering             |
| 11                    | Yves Lampaert (BEL)               | 71.                   |
| 12                    | Davide Ballerini (ITA)            | 6.                    |
| 13                    | Tim Declercq (BEL)                | DNF                   |
| 14                    | Stan Van Tricht (BEL)             | 125.                  |
| 15                    | Casper Pedersen (DEN)             | 59.                   |
| 16                    | Florian Sénéchal (FRA) (landevej) | 77.                   |
| 17                    | Jannik Steimle (GER)              | 116.                  |

| Intermarché-Circus-Wanty ICW | Intermarché-Circus-Wanty ICW | Intermarché-Circus-Wanty ICW |
| ---------------------------- | ---------------------------- | ---------------------------- |
| Nr.                          | Rytter                       | Placering                    |
| 21                           | Sven Erik Bystrøm (NOR)      | 54.                          |
| 22                           | Rune Herregodts (BEL)        | DNF                          |
| 23                           | Arne Marit (BEL)             | 105.                         |
| 24                           | Hugo Page (FRA)              | 110.                         |
| 25                           | Baptiste Planckaert (BEL)    | 93.                          |
| 26                           | Mike Teunissen (NED)         | 11.                          |
| 27                           | Laurenz Rex (BEL)            | DNF                          |

| Alpecin-Deceuninck ADC | Alpecin-Deceuninck ADC     | Alpecin-Deceuninck ADC |
| ---------------------- | -------------------------- | ---------------------- |
| Nr.                    | Rytter                     | Placering              |
| 31                     | Jasper Philipsen (BEL)     | 33.                    |
| 32                     | Dries De Bondt (BEL)       | 44.                    |
| 33                     | Michael Gogl (AUT)         | DNF                    |
| 34                     | Søren Kragh Andersen (DEN) | 99.                    |
| 35                     | Oscar Riesebeek (NED)      | 89.                    |
| 36                     | Robert Stannard (AUS)      | 66.                    |
| 37                     | Gianni Vermeersch (BEL)    | 72.                    |

| AG2R Citroën Team ACT | AG2R Citroën Team ACT   | AG2R Citroën Team ACT |
| --------------------- | ----------------------- | --------------------- |
| Nr.                   | Rytter                  | Placering             |
| 41                    | Greg Van Avermaet (BEL) | 34.                   |
| 42                    | Oliver Naesen (BEL)     | 19.                   |
| 43                    | Lawrence Naesen (BEL)   | 84.                   |
| 44                    | Stan Dewulf (BEL)       | 41.                   |
| 45                    | Benoît Cosnefroy (FRA)  | 63.                   |
| 46                    | Michael Schär (SUI)     | DNF                   |
| 47                    | Damien Touzé (FRA)      | 70.                   |

| Astana Qazaqstan Team AST | Astana Qazaqstan Team AST | Astana Qazaqstan Team AST |
| ------------------------- | ------------------------- | ------------------------- |
| Nr.                       | Rytter                    | Placering                 |
| 51                        | Leonardo Basso (ITA)      | 107.                      |
| 52                        | Luis León Sánchez (ESP)   | 119.                      |
| 53                        | Manuele Boaro (ITA)       | DNF                       |
| 54                        | Jevgenij Giditj (KAZ)     | DNF                       |
| 55                        | Jevgenij Fedorov (KAZ)    | 85.                       |
| 56                        | Martin Laas (EST)         | DNF                       |
| 57                        | Gleb Syritsa              | DNF                       |

| Bahrain Victorious TBV | Bahrain Victorious TBV | Bahrain Victorious TBV |
| ---------------------- | ---------------------- | ---------------------- |
| Nr.                    | Rytter                 | Placering              |
| 61                     | Matej Mohorič (SLO)    | 21.                    |
| 62                     | Filip Maciejuk (POL)   | 69.                    |
| 63                     | Jonathan Milan (ITA)   | 36.                    |
| 64                     | Andrea Pasqualon (ITA) | 8.                     |
| 65                     | Dušan Rajović (SRB)    | 88.                    |
| 66                     | Jasha Sütterlin (GER)  | DNF                    |
| 67                     | Fred Wright (GBR)      | 57.                    |

| Bora-Hansgrohe BOH | Bora-Hansgrohe BOH           | Bora-Hansgrohe BOH |
| ------------------ | ---------------------------- | ------------------ |
| Nr.                | Rytter                       | Placering          |
| 71                 | Jordi Meeus (BEL)            | DNF                |
| 72                 | Nico Denz (GER)              | DNF                |
| 73                 | Marco Haller (AUT)           | 80.                |
| 74                 | Jonas Koch (GER)             | 28.                |
| 75                 | Luis-Joe Lührs (GER)         | DNF                |
| 76                 | Nils Politt (GER) (landevej) | 7.                 |
| 77                 | Ide Schelling (NED)          | 14.                |

| Cofidis COF | Cofidis COF            | Cofidis COF |
| ----------- | ---------------------- | ----------- |
| Nr.         | Rytter                 | Placering   |
| 81          | Axel Zingle (FRA)      | 95.         |
| 82          | André Carvalho (POR)   | DNF         |
| 83          | Wesley Kreder (NED)    | DNF         |
| 84          | Christophe Noppe (BEL) | 109.        |
| 85          | Alexis Renard (FRA)    | 53.         |
| 86          | Jelle Wallays (BEL)    | 87.         |
| 87          | Piet Allegaert (BEL)   | 12.         |

| EF Education-EasyPost EFE | EF Education-EasyPost EFE | EF Education-EasyPost EFE |
| ------------------------- | ------------------------- | ------------------------- |
| Nr.                       | Rytter                    | Placering                 |
| 91                        | Jens Keukeleire (BEL)     | 64.                       |
| 92                        | Owain Doull (GBR)         | 16.                       |
| 93                        | Stefan Bissegger (SUI)    | 20.                       |
| 94                        | Jonas Rutsch (GER)        | 24.                       |
| 95                        | Thomas Scully (NZL)       | DNS                       |
| 96                        | James Shaw (GBR)          | 67.                       |
| 97                        | Julius van den Berg (NED) | 29.                       |

| Groupama-FDJ GFC | Groupama-FDJ GFC      | Groupama-FDJ GFC |
| ---------------- | --------------------- | ---------------- |
| Nr.              | Rytter                | Placering        |
| 101              | Stefan Küng (SUI)     | 25.              |
| 102              | Lewis Askey (GBR)     | 61.              |
| 103              | Kevin Geniets (LUX)   | 27.              |
| 104              | Olivier Le Gac (FRA)  | 52.              |
| 105              | Fabian Lienhard (SUI) | 78.              |
| 106              | Jake Stewart (GBR)    | 17.              |
| 107              | Samuel Watson (GBR)   | 75.              |

| Ineos Grenadiers IGD | Ineos Grenadiers IGD     | Ineos Grenadiers IGD |
| -------------------- | ------------------------ | -------------------- |
| Nr.                  | Rytter                   | Placering            |
| 111                  | Tom Pidcock (GBR)        | 5.                   |
| 112                  | Brandon Rivera (COL)     | DNF                  |
| 113                  | Michał Kwiatkowski (POL) | 106.                 |
| 114                  | Luke Rowe (GBR)          | 122.                 |
| 115                  | Magnus Sheffield (USA)   | 22.                  |
| 116                  | Connor Swift (GBR)       | 91.                  |
| 117                  | Ben Turner (GBR)         | DNF                  |

| Movistar Team MOV | Movistar Team MOV         | Movistar Team MOV |
| ----------------- | ------------------------- | ----------------- |
| Nr.               | Rytter                    | Placering         |
| 121               | Imanol Erviti (ESP)       | 50.               |
| 122               | Iván García Cortina (ESP) | DNF               |
| 123               | Mathias Norsgaard (DEN)   | 82.               |
| 124               | Matteo Jorgenson (USA)    | 18.               |
| 125               | Max Kanter (GER)          | 38.               |
| 126               | Lluís Mas (ESP)           | 40.               |
| 127               | Iván Romeo (ESP)          | 76.               |

| Arkéa-Samsic ARK | Arkéa-Samsic ARK      | Arkéa-Samsic ARK |
| ---------------- | --------------------- | ---------------- |
| Nr.              | Rytter                | Placering        |
| 131              | Jenthe Biermans (BEL) | 37.              |
| 132              | Alan Riou (FRA)       | DNF              |
| 133              | Donavan Grondin (FRA) | DNF              |
| 134              | Mathis Le Berre (FRA) | 23.              |
| 135              | Matis Louvel (FRA)    | 13.              |
| 136              | Daniel McLay (GBR)    | DNF              |
| 137              | Clément Russo (FRA)   | 51.              |

| Team DSM DSM | Team DSM DSM           | Team DSM DSM |
| ------------ | ---------------------- | ------------ |
| Nr.          | Rytter                 | Placering    |
| 141          | John Degenkolb (GER)   | 32.          |
| 142          | Patrick Bevin (NZL)    | DNF          |
| 143          | Pavel Bittner (CZE)    | 42.          |
| 144          | Nils Eekhoff (NED)     | 81.          |
| 145          | Marius Mayrhofer (GER) | DNF          |
| 146          | Sean Flynn (GBR)       | 39.          |
| 147          | Kevin Vermaerke (USA)  | 102.         |

| Team Jayco AlUla JAY | Team Jayco AlUla JAY          | Team Jayco AlUla JAY |
| -------------------- | ----------------------------- | -------------------- |
| Nr.                  | Rytter                        | Placering            |
| 151                  | Zdeněk Štybar (CZE)           | DNF                  |
| 152                  | Felix Engelhardt (GER)        | 108.                 |
| 153                  | Luke Durbridge (AUS)          | DNS                  |
| 154                  | Kelland O'Brien (AUS)         | 123.                 |
| 155                  | Alexandre Balmer (SUI)        | DNF                  |
| 156                  | Lukas Pöstlberger (AUT)       | DNF                  |
| 157                  | Christopher Juul-Jensen (DEN) | DNF                  |

| Trek-Segafredo TFS | Trek-Segafredo TFS   | Trek-Segafredo TFS |
| ------------------ | -------------------- | ------------------ |
| Nr.                | Rytter               | Placering          |
| 161                | Jasper Stuyven (BEL) | 58.                |
| 162                | Daan Hoole (NED)     | 113.               |
| 163                | Alex Kirsch (LUX)    | 74.                |
| 164                | Bauke Mollema (NED)  | 73.                |
| 165                | Toms Skujiņš (LAT)   | 55.                |
| 166                | Edward Theuns (BEL)  | 35.                |
| 167                | Mathias Vacek (CZE)  | 79.                |

| UAE Team Emirates UAD | UAE Team Emirates UAD  | UAE Team Emirates UAD |
| --------------------- | ---------------------- | --------------------- |
| Nr.                   | Rytter                 | Placering             |
| 171                   | Tim Wellens (BEL)      | 26.                   |
| 172                   | Pascal Ackermann (GER) | DNF                   |
| 173                   | Rui Oliveira (POR)     | 9.                    |
| 174                   | Sjoerd Bax (NED)       | DNF                   |
| 175                   | Ivo Oliveira (POR)     | DNF                   |
| 176                   | Matteo Trentin (ITA)   | 98.                   |
| 177                   | Michael Vink (NZL)     | 100.                  |

| Lotto Dstny LTD | Lotto Dstny LTD          | Lotto Dstny LTD |
| --------------- | ------------------------ | --------------- |
| Nr.             | Rytter                   | Placering       |
| 181             | Victor Campenaerts (BEL) | 62.             |
| 182             | Cedric Beullens (BEL)    | 56.             |
| 183             | Jasper De Buyst (BEL)    | DNF             |
| 184             | Frederik Frison (BEL)    | 97.             |
| 185             | Arnaud De Lie (BEL)      | 2.              |
| 186             | Brent Van Moer (BEL)     | 48.             |
| 187             | Florian Vermeersch (BEL) | 43.             |

| Israel-Premier Tech IPT | Israel-Premier Tech IPT | Israel-Premier Tech IPT |
| ----------------------- | ----------------------- | ----------------------- |
| Nr.                     | Rytter                  | Placering               |
| 191                     | Sep Vanmarcke (BEL)     | 10.                     |
| 192                     | Guillaume Boivin (CAN)  | 120.                    |
| 193                     | Reto Hollenstein (SUI)  | DNF                     |
| 194                     | Krists Neilands (LAT)   | DNF                     |
| 195                     | Jens Reynders (BEL)     | DNF                     |
| 196                     | Guy Sagiv (ISR)         | DNF                     |
| 197                     | Tom Van Asbroeck (BEL)  | DNF                     |

| TotalEnergies TEN | TotalEnergies TEN            | TotalEnergies TEN |
| ----------------- | ---------------------------- | ----------------- |
| Nr.               | Rytter                       | Placering         |
| 201               | Peter Sagan (SVK) (landevej) | 117.              |
| 202               | Edvald Boasson Hagen (NOR)   | 65.               |
| 203               | Sandy Dujardin (FRA)         | 103.              |
| 204               | Daniel Oss (ITA)             | DNF               |
| 205               | Lorrenzo Manzin (FRA)        | DNF               |
| 206               | Anthony Turgis (FRA)         | 96.               |
| 207               | Dries Van Gestel (BEL)       | 45.               |

| Bingoal WB BWB | Bingoal WB BWB                 | Bingoal WB BWB |
| -------------- | ------------------------------ | -------------- |
| Nr.            | Rytter                         | Placering      |
| 211            | Louis Blouwe (BEL)             | 112.           |
| 212            | Julian Mertens (BEL)           | 60.            |
| 213            | Rémy Mertz (BEL)               | 92.            |
| 214            | Ludovic Robeet (BEL)           | 68.            |
| 215            | Luca Van Boven (BEL)           | 118.           |
| 216            | Guillaume Van Keirsbulck (BEL) | DNF            |
| 217            | Dorian de Maeght (BEL)         | DNF            |

| Human Powered Health HPM | Human Powered Health HPM         | Human Powered Health HPM |
| ------------------------ | -------------------------------- | ------------------------ |
| Nr.                      | Rytter                           | Placering                |
| 221                      | Stephen Bassett (USA)            | DNF                      |
| 222                      | Pier-André Côté (CAN) (landevej) | DNF                      |
| 223                      | Adam de Vos (CAN)                | 83.                      |
| 224                      | Colin Joyce (USA)                | DNF                      |
| 225                      | Barnabás Peák (HUN)              | DNF                      |
| 226                      | Benjamin Perry (CAN)             | 104.                     |
| 227                      | Gijs Van Hoecke (BEL)            | DNF                      |

| Team Flanders-Baloise TFB | Team Flanders-Baloise TFB | Team Flanders-Baloise TFB |
| ------------------------- | ------------------------- | ------------------------- |
| Nr.                       | Rytter                    | Placering                 |
| 231                       | Sander De Pestel (BEL)    | DNF                       |
| 232                       | Gilles De Wilde (BEL)     | 124.                      |
| 233                       | Vincent Van Hemelen (BEL) | DNF                       |
| 234                       | Vito Braet (BEL)          | 121.                      |
| 235                       | Alex Colman (BEL)         | 111.                      |
| 236                       | Ruben Apers (BEL)         | DNF                       |
| 237                       | Ward Vanhoof (BEL)        | 86.                       |

| Uno-X Pro Cycling Team UXT | Uno-X Pro Cycling Team UXT     | Uno-X Pro Cycling Team UXT |
| -------------------------- | ------------------------------ | -------------------------- |
| Nr.                        | Rytter                         | Placering                  |
| 241                        | Alexander Kristoff (NOR)       | 4.                         |
| 242                        | Jonas Abrahamsen (NOR)         | 101.                       |
| 243                        | Martin Bugge Urianstad (NOR)   | 47.                        |
| 244                        | William Blume Levy (DEN)       | 90.                        |
| 245                        | Erik Nordsæter Resell (NOR)    | 49.                        |
| 246                        | Anders Skaarseth (NOR)         | 46.                        |
| 247                        | Rasmus Tiller (NOR) (landevej) | 31.                        |